# Mistrzostwa Świata Juniorów w Lekkoatletyce 1986
1. Mistrzostwa Świata Juniorów w Lekkoatletyce – zawody sportowe zorganizowane przez IAAF w stolicy Grecji Atenach. Impreza odbyła się między 16 i 20 lipca 1986. Były to pierwsze w historii mistrzostwa świata juniorów.

## Rezultaty

### Mężczyźni
| Konkurencja:                  | 1. miejsce                                                                     | Rezultat  | 2. miejsce                                                                   | Rezultat  | 3. miejsce                                                                        | Rezultat  |
| Bieg na 100 m                 | Derrick Florence · Stany Zjednoczone                                           | 10,17     | Stanley Kerr · Stany Zjednoczone                                             | 10,23     | Jamie Henderson · Wielka Brytania                                                 | 10,34     |
| Bieg na 200 m                 | Stanley Kerr · Stany Zjednoczone                                               | 20,74     | Derrick Florence · Stany Zjednoczone                                         | 21,12     | Steve McBain · Australia                                                          | 21,21     |
| Bieg na 400 m                 | Miles Murphy · Australia                                                       | 45,64     | Roberto Hernández · Kuba                                                     | 45,64     | Edgar Itt · RFN                                                                   | 45,72     |
| Bieg na 800 m                 | David Sharpe · Wielka Brytania                                                 | 1:48,32   | Manuel Balmaceda · Chile                                                     | 1:48,91   | Andriej Sudnik · ZSRR                                                             | 1:48,93   |
| Bieg na 1500 m                | Wilfred Kirochi · Kenia                                                        | 3:44,62   | Peter Rono · Kenia                                                           | 3:45,62   | Johan Boakes · Wielka Brytania                                                    | 3:45,80   |
| Bieg na 5000 m                | Peter Chumba · Kenia                                                           | 13:55,25  | Alejandro Gómez · Hiszpania                                                  | 13:55,94  | Feyisa Melese · Etiopia                                                           | 13:56,45  |
| Bieg na 10 000 m              | Peter Chumba · Kenia                                                           | 28:44,00  | Juma Munyampanda · Tanzania                                                  | 28:45,14  | Debebe Demisse · Etiopia                                                          | 28:49,09  |
| Bieg na 20 km                 | Tadesse Gebre · Etiopia                                                        | 1:02:32   | Juma Munyampanda · Tanzania                                                  | 1:01:45   | Negash Dube · Kenia                                                               | 1:04:23   |
| Bieg na 2000 m z przeszkodami | Jon Azkueta · Hiszpania                                                        | 5:28,56   | Johnstone Kipkoech · Kenia                                                   | 5:29,56   | Jens Volkmann · RFN                                                               | 5:29,60   |
| Bieg na 110 m przez płotki    | Colin Jackson · Wielka Brytania                                                | 13,44     | Jon Ridgeon · Wielka Brytania                                                | 13,91     | Emilio Valle · Kuba                                                               | 14,00     |
| Bieg na 400 m przez płotki    | Emilio Valle · Kuba                                                            | 50,02     | Hiroshi Kakimori · Japonia                                                   | 50,09     | Pascal Maran · Francja                                                            | 50,39     |
| Chód na 10 000 m              | Michaił Szczennikow · ZSRR                                                     | 40:38,01  | Salvatore Cacia · Włochy                                                     | 40:40,73  | Ricardo Pueyo · Hiszpania                                                         | 40:41,05  |
| Sztafeta 4 × 100 m            | Wielka Brytania · Jamie Henderson · Phil Goedluck · David Kirton · Jon Ridgeon | 39,80     | RFN · Matthias Schlicht · Frank Kobor · Oliver Schmidt · Ingo Todt           | 39,81     | Polska · Jarosław Kaniecki · Tomasz Jędrusik · Jacek Konopka · Marek Parjaszewski | 39,98     |
| Sztafeta 4 × 400 m            | Stany Zjednoczone · Clifton Campbell · Chip Rish · Percy Waddle · William Reed | 3:01,90   | Kuba · Luis Cadogan · Eulogio Mordoche · Ramiro González · Roberto Hernández | 3:04,22   | Jamajka · Anthony Christie · Thomas Mason · Howard Davis · Lyndale Patterson      | 3:05,16   |
| Skok wzwyż                    | Javier Sotomayor · Kuba                                                        | 2,25      | Hollis Conway · Stany Zjednoczone                                            | 2,22      | Thomas Müller · NRD                                                               | 2,22      |
| Skok o tyczce                 | Igor Potapowicz · ZSRR                                                         | 5,50      | Dełko Lesew · Bułgaria                                                       | 5,40      | Mike Thiede · NRD                                                                 | 5,30      |
| Skok w dal                    | Dietmar Haaf · NRD                                                             | 7,93      | Ivo Krsek · Czechosłowacja                                                   | 7,87      | Thomas Wolf · NRD                                                                 | 7,77      |
| Trójskok                      | Igor Parygin · ZSRR                                                            | 16,97     | Zdrawko Dimitrow · Bułgaria                                                  | 16,13     | Du Benghong · Chiny                                                               | 16,00     |
| Pchnięcie kulą                | Aleksejs Lukašenko · ZSRR                                                      | 18,90     | Wiaczesław Łycho · ZSRR                                                      | 18,71     | Radosław Despotow · Bułgaria                                                      | 18,17     |
| Rzut dyskiem                  | Wasił Bakłarow · Bułgaria                                                      | 60,60     | Werner Reiterer · Australia                                                  | 58,64     | Wasil Kapciuch · ZSRR                                                             | 58,22     |
| Rzut oszczepem                | Władimir Sasimowicz · ZSRR                                                     | 78,84     | Mark Roberson · Wielka Brytania                                              | 74,24     | Gavin Lovegrove · Nowa Zelandia                                                   | 74,22     |
| Rzut młotem                   | Witalij Alisiewicz · ZSRR                                                      | 72,00     | Walerij Gubkin · ZSRR                                                        | 71,78     | Sabin Christow · Bułgaria                                                         | 68,96     |
| Dziesięciobój                 | Petri Keskitalo · Finlandia                                                    | 7623 pkt. | Mike Smith · Kanada                                                          | 7523 pkt. | Nikołaj Zajac · ZSRR                                                              | 7509 pkt. |

### Kobiety
| Konkurencja:               | 1. miejsce                                                                              | Rezultat  | 2. miejsce                                                              | Rezultat  | 3. miejsce                                                                                  | Rezultat  |
| Bieg na 100 m              | Tina Iheagwam · Nigeria                                                                 | 11,34     | Caryl Smith · Stany Zjednoczone                                         | 11,46     | Maicel Malone · Stany Zjednoczone                                                           | 11,49     |
| Bieg na 200 m              | Falilat Ogunkoya · Nigeria                                                              | 23,11     | Mary Onyali · Nigeria                                                   | 23,30     | Katrin Krabbe · NRD                                                                         | 23,31     |
| Bieg na 400 m              | Susann Sieger · NRD                                                                     | 52,02     | Olga Piesnopiewcewa · ZSRR                                              | 52,17     | Sandie Richards · Jamajka                                                                   | 52,23     |
| Bieg na 800 m              | Selina Chirchir · Kenia                                                                 | 2:01,40   | Gabriela Sedláková · Czechosłowacja                                     | 2:01,49   | Adriana Dumitru · Rumunia                                                                   | 2:01,93   |
| Bieg na 1500 m             | Ana Padurean · Rumunia                                                                  | 4:14,63   | Selina Chirchir · Kenia                                                 | 4:15,59   | Snežana Pajkić · Jugosławia                                                                 | 4:16,03   |
| Bieg na 3000 m             | Cleopatra Palacian · Rumunia                                                            | 9:02,91   | Philippa Mason · Wielka Brytania                                        | 9:03,35   | Dorina Calenic · Rumunia                                                                    | 9:06,94   |
| Bieg na 10 000 m           | Katrin Kley · NRD                                                                       | 33:19,67  | Nora Maraga · Kenia                                                     | 33:57,99  | Marleen Renders · Belgia                                                                    | 33:59,36  |
| Bieg na 100 m przez płotki | Heike Tillack · NRD                                                                     | 13,10     | Aliuska López · Kuba                                                    | 13,14     | Tanya Davis · Stany Zjednoczone                                                             | 13,46     |
| Bieg na 400 m przez płotki | Claudia Bartl · NRD                                                                     | 56,76     | Kellie Roberts · Stany Zjednoczone                                      | 56,80     | Swietłana Łukaszewicz · ZSRR                                                                | 57,92     |
| Chód na 5000 m             | Wang Yan · Chiny                                                                        | 22:03,65  | Natalja Zykowa · ZSRR                                                   | 22:17,76  | Jin Bingjie · Chiny                                                                         | 22:17,83  |
| Sztafeta 4 × 100 m         | Stany Zjednoczone · Carlette Guidry · Caryl Smith · Denise Liles · Maicel Malone        | 43,78     | NRD · Ina Morgenstern · Katrin Krabbe · Britta Beisbier · Heike Tillack | 43,97     | Nigeria · Tina Iheagwam · Caroline Nwajei · Falilat Ogunkoya · Mary Onyali                  | 44,13     |
| Sztafeta 4 × 400 m         | Stany Zjednoczone · Gisele Harris · Kandice Pritchett · Tasha Downing · Janeene Vickers | 3:30,45   | NRD · Heike Böckmann · Claudia Bartl · Katja Prochnow · Susann Sieger   | 3:30,90   | ZSRR · Swietłana Łukaszewicz · Marina Chripankowa · Tatjana Czebykina · Olga Piesnopiewcewa | 3:32,35   |
| Skok wzwyż                 | Karen Scholz · NRD                                                                      | 1,92      | Galina Astafei · Rumunia                                                | 1,90      | Jelena Obuchowa · ZSRR                                                                      | 1,88      |
| Skok w dal                 | Patricia Bille · NRD                                                                    | 6,70      | Anu Kaljurand · ZSRR                                                    | 6,46      | Tatjana Tier-Mesrobjan · ZSRR                                                               | 6,39      |
| Pchnięcie kulą             | Heike Rohrmann · NRD                                                                    | 18,39     | Stephanie Storp · RFN                                                   | 18,20     | Ines Wittich · NRD                                                                          | 18,19     |
| Rzut dyskiem               | Ilke Wyludda · NRD                                                                      | 64,02     | Franka Dietzsch · NRD                                                   | 60,26     | Min Chunfeng · Chiny                                                                        | 54,00     |
| Rzut oszczepem             | Xiomara Rivero · Kuba                                                                   | 62,86     | Anja Reiter · NRD                                                       | 60,24     | Alexandra Beck · NRD                                                                        | 59,92     |
| Siedmiobój                 | Swetła Dimitrowa · Bułgaria                                                             | 6041 pkt. | Marina Szczerbina · ZSRR                                                | 5953 pkt. | Anke Schmidt · NRD                                                                          | 5900 pkt. |